# Classe Murasame (1994)
Pour autres classes du même nom, voir Classe Murasame.
La classe Murasame est une classe de destroyers lance-missiles de la Force maritime d'autodéfense japonaise construite dans les années 1990 dans les chantiers navals de l’IHI Corporation.

## Conception
Les neuf destroyers lance-missiles sont de la troisième génération de navires multi-usages. Ils sont destinés à la lutte anti-sous-marine et anti-navire. Ils ont aussi une capacité limitée de lutte anti-aérienne.

Leurs caractéristiques de furtivité leur donnent aussi une meilleure capacité de survie.

Ils possèdent tous une plateforme arrière, avec hangar, pour embarquer un hélicoptère de lutte anti-sous-marine Mitsubishi SH-60.

## Les bâtiments
| N° coque | Nom          | Lancement         | Service effectif | Chantier naval  | Port d'attache | Photo |
| -------- | ------------ | ----------------- | ---------------- | --------------- | -------------- | ----- |
| DD-101   | JDS Murasame | 23 août 1994      | 12 mars 1996     | IHI Corporation | Yokosuka       |       |
| DD-102   | JDS Harusame | 16 octobre 1995   | 24 mars 1997     | IHI Corporation | Yokosuka       |       |
| DD-103   | JDS Yūdachi  | 19 août 1997      | 4 mars 1999      | IHI Corporation | Sasebo         |       |
| DD-104   | JDS Kirisame | 21 août 1997      | 18 mars 1999     | IHI Corporation | Sasebo         |       |
| DD-105   | JDS Inazuma  | 9 septembre 1998  | 15 mars 2000     | IHI Corporation | Kure           |       |
| DD-106   | JDS Samidare | 24 septembre 1998 | 21 mars 2000     | IHI Corpoation  | Kure           |       |
| DD-107   | JDS Ikazuchi | 24 juin 1999      | 14 mars 2001     | IHI Corporation | Yokosuka       |       |
| DD-108   | JDS Akebono  | 25 septembre 2000 | 19 mars 2002     | IHI Corporation | Kure           |       |
| DD-109   | JDS Ariake   | 16 octobre 2000   | 6 mars 2002      | IHI Corporation | Sasebo         |       |